# Bloods Range
Bloods Range är en bergskedja i Australien. Den ligger i territoriet Northern Territory, omkring 1 400 kilometer söder om territoriets huvudstad Darwin.
Omgivningarna runt Bloods Range är i huvudsak ett öppet busklandskap. Trakten runt Bloods Range är nära nog obefolkad, med mindre än två invånare per kvadratkilometer. Genomsnittlig årsnederbörd är 407 millimeter. Den regnigaste månaden är februari, med i genomsnitt 81 mm nederbörd, och den torraste är augusti, med 1 mm nederbörd.